# Wojciech Świdziński
Wojciech Świdziński herbu Półkozic – sędzia ziemski rawski.
Poseł na sejm koronacyjny 1587/1588 roku z województwa rawskiego.